# Carrie Russell
Carrie Russell (ur. 18 października 1990) – jamajska lekkoatletka specjalizująca się w biegach sprinterskich, a następnie bobsleistka. 

## Życiorys

### Lekkoatletyka
W 2006 zdobyła dwa brązowe medale (w biegu na 100 metrów oraz sztafecie 4 x 100 metrów) podczas mistrzostw świata juniorów. Złota medalistka uniwersjady w 2011. W 2013 zdobyła złoto mistrzostw świata w sztafecie 4 x 100 metrów. Srebrna medalistka IAAF World Relays (2014). Stawała na podium CARIFTA Games.
Rekordy życiowe: bieg na 100 metrów – 10,98 (29 sierpnia 2013, Zurych); bieg na 200 metrów – 22,62 (8 września 2013, Rieti). 

### Bobsleje
W listopadzie 2016 zadebiutowała w zawodach międzynarodowych w bobslejowych dwójkach. W styczniu 2017, wspólnie z Jazmine Fenlator-Victorian, w konkurencji tej po raz pierwszy stanęła na podium Pucharu Północnoamerykańskiego (North American Cup). 9 grudnia 2017, także z Fenlator-Victorian, zadebiutowała w Pucharze Świata, zajmując w Winterbergu 7. pozycję w rywalizacji kobiecych dwójek.